# Amt Erndtebrück

Amt Erndtebrück im Kreis Wittgenstein 1845–1932

Amtsgliederung bis 1932

Das Amt Erndtebrück war ein Amt im ehemaligen Kreis Wittgenstein in der preußischen Provinz Westfalen und in Nordrhein-Westfalen. Es verwaltete bis zum 31. Dezember 1974 ein Gebiet mit zuletzt vier Gemeinden.

## Geschichte
Im Rahmen der Einführung der Landgemeindeordnung von 1841 für die Provinz Westfalen wurden 1845 im Kreis Wittgenstein fünf Ämter eingerichtet. Dabei wurden die beiden historischen Schulzenbezirke Erndtebrück und Feudingen zum Amt Erndtebrück zusammengefasst. Das Amt umfasste zunächst die Gemeinden Amtshausen, Benfe, Erndtebrück, Feudingen, Großenbach, Oberndorf, Rückershausen, Rüppershausen, Schameder, Steinbach, Volkholz, Weide und Zinse.
Am 1. Oktober 1932 wurden die Ämter im Kreis Wittgenstein neu geordnet. Die Gemeinden Amtshausen, Feudingen, Großenbach, Oberndorf, Rückershausen, Rüppershausen, Steinbach, Volkholz und Weide wechselten aus dem Amt Erndtebrück in das neue Amt Laasphe. Das Amt Erndtebrück umfasste seitdem noch die vier Gemeinden Benfe, Feudingen, Erndtebrück und Zinse.
Im Rahmen des Sauerland/Paderborn-Gesetzes wurde das Amt Erndtebrück zum 1. Januar 1975 aufgelöst. Seine vier Gemeinden bildeten mit den Gemeinden Birkelbach, Birkefehl, Balde und Womelsdorf aus dem Amt Berleburg die heutige Gemeinde Erndtebrück.

## Gemeinden

### 1845–1932
1. Amtshausen
2. Benfe
3. Erndtebrück
4. Feudingen
5. Großenbach
6. Oberndorf
7. Rückershausen
8. Rüppershausen
9. Schameder
10. Steinbach
11. Volkholz
12. Weide
13. Zinse

### 1932–1975
1. Benfe
2. Erndtebrück
3. Schameder
4. Zinse

## Einwohnerentwicklung
| Jahr | Amt Banfe | Quelle |
| ---- | --------- | ------ |
| 1871 | 3646      | [ 6 ]  |
| 1885 | 3922      | [ 7 ]  |
| 1895 | 4698      | [ 8 ]  |
| 1910 | 5343      | [ 9 ]  |
|      |           |        |
| 1933 | 3364      | [ 10 ] |
| 1939 | 3189      | [ 10 ] |
| 1950 | 4473      | [ 11 ] |
| 1961 | 5300      | [ 12 ] |
| 1970 | 6103      | [ 12 ] |

Das Amt wurde 1932 verkleinert.